# Therese Hugosson
Anna Erika Therése Olsson Hugosson, född 16 november 1990 i Laske-Vedums församling, Skaraborgs län, är en svensk musiker. 

## Biografi
Hugosson är den första kvinnliga riksspelmannen och därmed första kvinna att erhålla Zornmärket i silver på klarinett 2017. Hon föddes och är uppvuxen i Vedum i Vara kommun. Hugosson är utbildad musiklärare vid Musikhögskolan Ingesund och efter studierna flyttade hon till Svanskog. Hon har utgivit flera publikationer, däribland boken Guldspelmannen från Svanskog 2018. Boken handlar om folkmusiktraditionen i Svanskog med fokus på spelmannen Alf Olsson. Debutalbumet Brokig släpptes 2023 med folkmusik på klarinett där Therese Hugosson har skrivit egen musik samt arrangerat traditionell musik från Svanskog. Hon har också utgivit en del läromedel inom musik som inriktar sig på melodiinstrument och målgruppen barn och unga.
Som riksspelman har Therese Hugosson fördjupat sig i folkmusiken från Svanskog där hon lärt sig traditionen av spelmannen Alf Olsson som har Zornmärket i guld. Hon har också studerat för riksspelmannen Pers Nils Johansson. Som klassisk musiker har hon studerat för bland andra Karin Dornbusch, Lars-Gunnar Wåhlstedt och Henrik Nordqvist.